# 비단털들쥐
비단털들쥐 또는  비로드쥐(학명: Myodes regulus)는 한반도 그리고 중국과 한국의 국경 지역의 창바이산맥에서 발견되는 밭쥐류의 일종이다. 성체의 몸무게는 20-40g 정도이며, 몸길이는 75-127mm 정도이다. 꼬리는 33-55mm이다.

## 같이 보기
- 비단털쥐
- 한국의 포유동물